# Golfo di Mannar
Il golfo di Mannar si trova tra l'estrema punta meridionale dell'India e lo Sri Lanka, nel mar delle Laccadive (Oceano Indiano), la sua apertura al mare è rivolta ad ovest.
Tecnicamente esso non è un vero e proprio golfo in quanto la sua parte più interna è collegata allo Stretto di Palk, tramite piccoli bracci di mare presenti nel Ponte di Adamo.

## Fauna e attività ittica
Con circa 3 600 specie di flora e fauna, il golfo di Mannar è visto come la più ricca risorsa biologica marina del mondo. Delle 3600 specie, 44 sono protette, 79 sono crostacei, 108 spugne, 260 molluschi, 441 pinnati, 147 alghe e 17 mangrovie. Nel 1986 un gruppo di 21 isole e acque dei dintorni su un'area totale di 560 km² sono stati dichiarati Parco nazionale marino del Golfo di Mannar. Il parco e la sua zona circostante sono state definite nel 1989 Riserva della biosfera La Riserva della biosfera del golfo di Mannar copre un'area di 10 500 km² di oceano, isole e coste ed è la più ampia riserva di questo genere in India.
Gran parte di quest'area è vietata agli stranieri e l'accesso di imbarcazioni è soggetto a regole severe, ma la popolazione locale continua la propria attività peschereccia poiché il 70% di loro dipende dalle risorse del litorale marino. Ci sono circa 125 villaggi di pescatori con 35 000 pescatori attivi e 25 000 subacquei cacciatori di cetrioli di mare nella zona, circa 5000 donne che raccolgono alghe. Circa 106 000 tonnellate di pesce sono state pescate nel golfo nel 2006, in gran parte sardine indiane, ponyfish, sgombri, gamberi, calamari di Lesson, crostacei di profondità, granchi e razze. La raccolta di alghe punta a specie di acque basse quali Gelidiella acerosa (marikozhundu passi), Gracilaria edulis (Agarophytes, Kanchi passi), Sargassum spp. (kattakorai), Turbinaria (Alginophyte, Pakoda passi) e Ulva lactuca. La raccolta viene effettuata tra ottobre e marzo. A causa delle restrizioni poste dal Parco nazionale, la produzione di alghe è scesa da 5800 tonnellate (peso a secco) nel 1978 a 3250 tonnellate nel 2003.